# Offenhauser

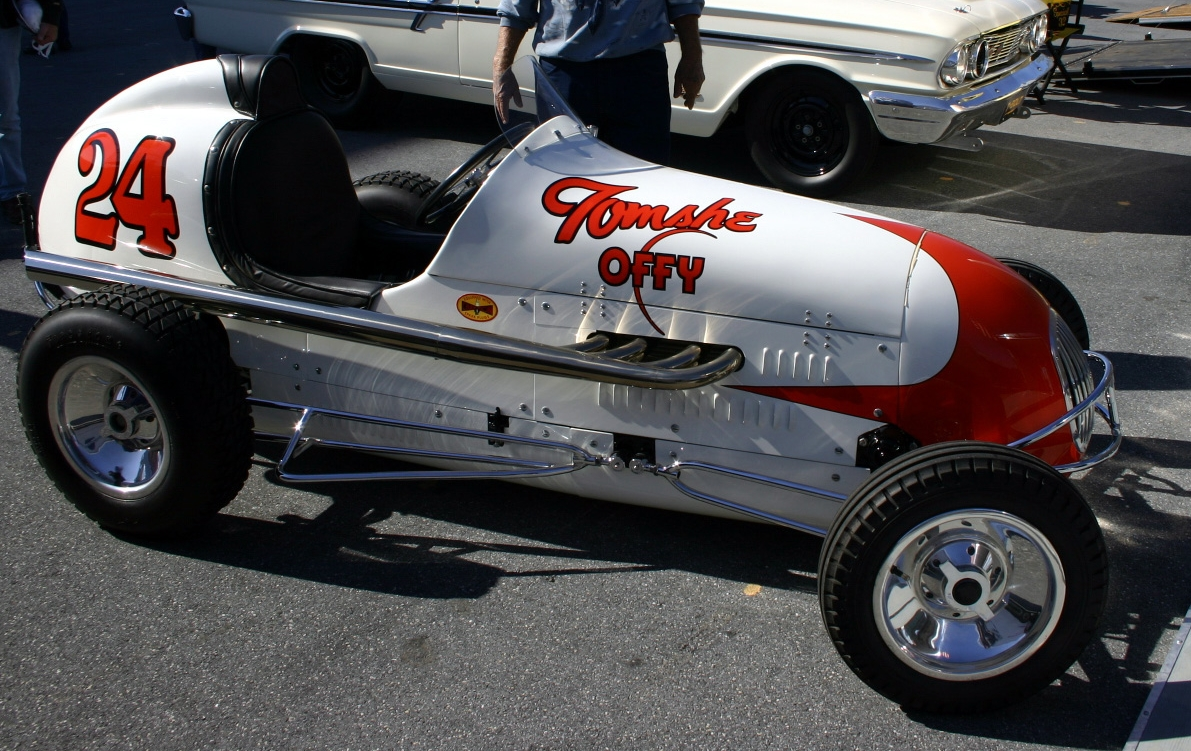
Auto z silnikiem Offenhauser

Offenhauser – amerykańska firma budująca silniki wyścigowe w latach 1933–1983.
Silnik Offenhauser, potocznie nazywany Offy, skonstruowany został przez Freda Offenhausera i jego pracodawcę Harry'ego Arminius Millera na bazie silnika Peugeota który zwyciężył w wyścigu Indianapolis 500 w 1913 roku. W 1933 roku firma Millera zbankrutowała, a Offenhauser wraz z Leo Goossenem wykupili prawa do silnika i dalej go rozwijali pod marką Offenhauser. Krótko po II wojnie światowej firmę wykupiła Meyer-Drake, która kontynuowała produkcję silników pod dotychczasową marką.
W latach 1928–1964 silniki Offenhauser (oraz Miller) niemal zdominowały amerykańskie wyścigi, a w szczególności Indianapolis 500. W okresie 1950–1960, gdy wyścig ten zaliczany był do mistrzostw świata Formuły 1, silniki wygrały wszystkie edycje wyścigu, za każdym razem zajmowały wszystkie stopnie podium oraz zdobyły 10 z 11 pierwszych pól startowych.